# Ralf Eißler
Ralf Eißler (* 1. Juni 1958 in Falkenhain) ist ein deutscher Politiker (PDS). Er gehörte von 2003 bis 2004 dem Sächsischen Landtag an.

## Leben
Eißler absolvierte nach dem Abitur 1977 bis 1982 ein Studium an der Staatlichen Universität Leningrad und arbeitete anschließend bis 1987 an der TU Dresden. Danach war er von 1987 bis 1991 zunächst als Stellvertreter, später Direktor für Studienangelegenheiten an der Hochschule für LPG Meißen. Er war von 1991 bis 1993 Ausbildungsleiter bei den Euro-Schulen in Meißen und arbeitete von 1994 bis 1999 als selbstständiger Reisevermittler. Von März bis Juli 2002 arbeitete er nochmals bei einer Dresdner Firma.

## Politik
Eißler trat 1990 der PDS bei und war von 1994 bis 1999 Landesgeschäftsführer der PDS Sachsen. Er war von 1989 bis 2002 Mitglied des Kreistags Meißen. Am 4. März 2003 rückte er für den ausgeschiedenen Abgeordneten Werner Bramke in den Landtag von Sachsen nach, dem er für den Rest der Wahlperiode angehörte.